# 7 juillet 2017
Le vendredi 7 juillet 2017 est le 188e jour de l'année 2017.

## Décès
- Alfred Simon (né le 24 octobre 1922), dramaturge, professeur et critique dramatique français
- Chó do Guri (née le 24 janvier 1959), écrivain et poétesse angolaise
- Egil Monn-Iversen (né le 14 avril 1928), compositeur et producteur de films norvégien
- Guy Hatchi (né le 18 mars 1934), footballeur français
- Guy Menut (né le 8 octobre 1944), personnalité politique française
- Håkan Carlqvist (né le 15 janvier 1954), pilote de motocross suédois
- Jean-Pierre Bernard (né le 22 janvier 1933), acteur français
- Kenneth Silverman (né le 5 février 1936), ancien professeur de littérature anglaise
- Léonce Deprez (né le 10 juillet 1927), homme politique français
- Lala Rukh (née le 29 juin 1948), militante féministe et artiste pakistanaise
- Laurent Jeannin (né le 7 septembre 1968), pâtissier chocolatier glacier confiseur français
- Marina Ratner (née le 30 octobre 1938), mathématicienne russe
- Pierrette Bloch (née le 16 juin 1928), artiste suisse
- Roger Dambron (né le 5 février 1921), compositeur français
- Shlomo Erez Helbrans (né le 5 novembre 1962), Rabbin et juif hassidique d'origine israélienne.
- Werner Hamacher (né le 27 avril 1948), philosophe allemand

## Événements
- Sortie de 7 album de Keen'V
- 7e étape du Tour de France 2017
- Sortie du film américain About Ray
- Début de la série télévisée Castlevania
- Fin de la séroe télévisée  Degrassi: Next Class
- Sortie du film d'animation franco-japonais Fairy Tail, le film : Dragon Cry
- Début de la Gold Cup 2017
- Début du Grand Prix automobile d'Autriche 2017
- Inaugration de l'Hôpital Doutor José Maria Morais au Brésil
- Sortie de l'album Issa Album de 21 Savage
- Sortie du film brésilien Le Professeur de violon
- Fin de la série télévisée Les Croods : Origines
- Sortie du film italo-américain Mine
- Création de l'entreprise Ocean Network Express
- Fin du Petit Le Mans 2017
- Sortie de l'album Something to Tell You du groupe Haim
- Début du Sommet du G20 de 2017
- élection présidentielle en Mongolie (2e tour), Khaltmaagiyn Battulga est élu ;
- l’Assemblée générale des Nations unies vote le traité sur l’interdiction des armes nucléaires.